# 687 Tinette
687 Tinette este un asteroid din centura principală, descoperit pe 16 august 1909, de Johann Palisa.